# 兜被兰属
兜被兰属（学名：Neottianthe）是兰科下的一个属，为陆生兰。该属共有6种，分布于欧洲至东亚。